# Schwarzalia luteipennis
Schwarzalia luteipennis là một loài ruồi trong họ Tachinidae.